# Any Colour You Like
Any Colour You Like è un brano strumentale del gruppo progressive rock britannico Pink Floyd, contenuto nell'album The Dark Side of the Moon del 1973. Il brano è stato scritto dal chitarrista David Gilmour, dal tastierista Richard Wright e dal batterista Nick Mason. Prima di prendere il titolo Any Colour You Like, il brano veniva suonato nei concerti con il titolo di Scat o Dave's Scat Section.

## Struttura musicale
Si tratta di un brano musicalmente molto semplice: è costituito da una base di due accordi, su cui si sviluppano, alternandosi, varie improvvisazioni di sintetizzatore (a cui viene applicato un consistente effetto eco) e di chitarra elettrica (a cui viene applicata una modulazione di tipo tremolo dovuta all'uso di un amplificatore rotante).
La struttura musicale viene leggermente alterata nelle ultime quattro battute del brano, per permettere allo stesso di innestarsi naturalmente nel brano successivo, Brain Damage, che avvia la conclusione dell'album.
Degne di nota sono le versioni eseguite al Brighton Dome nel 1972 durante il Dark Side of the Moon Tour (precedente all'uscita dell'album omonimo), e al Wembley Stadium nel tour del 1974 (successivo all'album).

In entrambe le versioni la parte finale del brano viene allungata, dando spazio a un virtuoso assolo di chitarra di  Gilmour, a cui risponde altrettanto energicamente il resto del gruppo, in particolare la batteria di Mason.

## Significato
Pur essendo un brano totalmente strumentale, Any Colour You Like non intacca la concettualità dell'album Dark Side of the Moon. Questo brano viene infatti utilizzato dai Pink Floyd come ponte tra Us and Them e Brain Damage, dando al lato B del vinile la stessa continuità musicale di cui gode il lato A.
Il titolo del brano, traducibile in italiano con 'Qualunque colore ti piaccia', riconduce inoltre alla copertina dell'album, raffigurante un fascio di luce che si scompone nei sette colori dell'arcobaleno attraversando un prisma. Inoltre, nell'edizione CD del 1994 dell'album (tuttora in vendita), i testi presenti nel libretto allegato sono inseriti ognuno su una pagina di colore diverso dalle altre (rosso per Breathe, arancione per Time, giallo per Breathe (Reprise), verde per Money, blu per Us and Them, indaco per Brain Damage e violetto per Eclipse). Per questi motivi, nonostante non sia mai stato esplicitamente spiegato da nessuno il significato del titolo, si possono effettuare delle ipotesi. Si può pensare infatti che esso sia:
- un'allegoria: la luce, intesa come la realtà del mondo in cui l'uomo moderno vive, con i Pink Floyd che, in funzione di prisma,  scindono la realtà stessa in diversi capitoli, ciascuno corrispondente ad una canzone dell'album.
- una domanda rivolta all'ascoltatore, a cui viene chiesto: «Quale canzone gradisci di più?»

Secondo alcuni il titolo del brano è un riferimento ad una battuta attribuita a Henry Ford, secondo la quale la Ford Modello T era disponibile in qualunque colore piacesse al cliente, purché fosse nero.

## Curiosità
Questo è l'ultimo brano interamente strumentale composto dalla formazione storica dei Pink Floyd a comparire su un album in studio. Il successivo sarà Signs of Life del 1987 composto dopo l'abbandono del bassista Roger Waters anche se durante il tour di The Wall veniva suonato un brano strumentale (The Last Few Bricks) tra Another Brick in the Wall parte 3 e Goodbye Cruel World per consentire ai roadies la costruzione del muro.
Si tratta inoltre dell'unico brano composto dai Pink Floyd a firma dei membri Gilmour, Wright, Mason e senza la presenza di Roger Waters.